# 白海豚媽祖
白海豚媽祖是臺灣目前一座以保育白海豚跟結合民間信仰媽祖為目的所建造的一尊神像，未來將置放於環保人士粘錫麟的故居彰化縣鹿港鎮正興建的「粘錫麟老師紀念館與白海豚保育中心」，而這裡將是供奉全台灣唯一的白海豚媽祖神像(一般媽祖神像手上拿的是令牌，而白海豚媽祖則是提著光明燈)，因保育類動物慢慢稀少，需要媽祖來照亮指引方向，指引保育類動物不要迷失方向並且祈望牠們能世世代代的永續活著。象徵的是媽祖保護這塊土地的人民和生態環境, 也傳達保育海豚如同保育海洋。白海豚媽祖的神像，將以白海豚、鯨、旗魚、鱟、綠蠵龜、黑面琵鷺等瀕臨絕種的海洋生物，透過寫實手法雕刻呈現，讓民眾一看就明瞭欲守護海洋與白海豚之訴求。如此緊密相連，強調的是永續的海洋生態與宗教文化生活，以及人類存續之間的緊密關係。	 

## 理念
為了要喚起大眾對於中華白海豚的保育意識，媽祖魚保育聯盟將媽祖信仰和台灣沿海的白海豚「媽祖魚」概念做一個結合，號召大眾一同加入大甲鎮瀾宮8天7夜媽祖遶境儀式，經過媽祖出巡的莊重來深深地強調保護白海豚生態，替台灣的白海豚保育紮下強烈的基礎。	 
中華白海豚的棲息環境屬於複合式的生態系統，包含了海洋與河口生態系；範圍從台灣苗栗的龍鳳港往南至嘉義外傘頂洲，總面積約為76,300公頃。
根據文獻的回顧，若於7年之內少掉了一隻白海豚，這個族群也就注定走向滅絕；研究人員也以「族群變動分析」推估，這個族群高達93%會消失。「在我們看不見的海洋，發生了很多事情」陳昭倫 （页面存档备份，存于）說，要來喚醒我們跟白海豚的關聯。

## 宗旨
要擁有健康的海洋，才會有健康的白海豚，也才有豐富的漁獲，更才會有快樂的人民，保育與經濟從來都是平等的關係。而「 環保弘法師粘錫麟老師與白海豚媽祖紀念館」，主要目的如下：	 
- 紀念粘錫麟老師等環保先進，設立環境運動文獻館
- 結合鹿港媽祖信仰，緩和漁業與海洋保育之緊張關係
- 作為白海豚保育、研究、教育基地
- 作為中台灣環保團體辦公空間
- 為環保團體籌措善款

## 功能
中華白海豚為一種長壽型的物種、生育率低、育幼期長，族群生長速度緩慢。在野外我們常看見背部凹陷或是營養不良。因此，若我們再不實際的採取保育，這一群白海豚族群很快就會進入滅絕，造成難以挽救的地步。	 
遂在2007年成立的台灣媽祖魚保育聯盟，是現今致力於白海豚保育議題的非政府組織，主要由七個民間組織所組成﹝台灣生態學會、台灣永續聯盟、台灣環保聯盟、台灣蠻野心足生態協會、雲林縣野鳥學會，彰化海岸保育行動聯盟、彰化縣環境保護聯盟﹞。而保育的工作並不是一下子就能完成，中華白海豚的保育需要大眾力量與支持，共同為台灣的白海豚保留一段美麗且真實的故事。	 

## 主要人物
- 楊鴻嘉台灣深入研究鯨豚的先驅、最早研究鯨豚、超過50年的學者[7]
- 陳秉亨台灣媽祖魚保育聯盟理事長
- 粘錫麟(已故)從1986年投入鹿港反杜邦運動後，就一路走遍全台各地，參與各地環境運動與反公害抗爭，為台灣環境奉獻近30年的環保老兵[8]！
- 蔡嘉陽彰化環保運動的主力戰將之一，一個留學英國的生態學博士，卻放棄外界尊敬的教學工作，投入NGO組織，全心守護彰化海岸奔走於各種公廳會和環評現場，他大聲疾呼保護生態環境的急迫性[9]！
- 廖本全臺灣學者與社會運動人士，長期為弱勢團體與社會正義發聲，關注國土規劃、土地政策、環境保護、農村等議題。
- 陳昭倫中研院生物多樣性中心副研究員，是IUCN瀕危海洋物種工作小組專家群之一，也曾擔任環署中華白海豚專家會議專家。
- 周蓮香台灣大學生態學與演化生物學研究所教授[10]。